# Vyhlídková věž v Sovových mlýnech
Vyhlídková věž v Sovových mlýnech je rozhledna nebo vyhlídka v Muzeu Kampa v Sovových mlýnech na ostrově Kampa na levém břehu řeky Vltava na Malé Straně v Praze.

## Další informace
Rozhledna, která se nachází na adrese U Sovových mlýnů 503, je přístupná po schodech z výstavních sálů Muzea Kampa. Z poslední výstavní síně Muzea Kampa lze vejít na 1. vyhlídkovou terasu, kde vystupuje nad vody plavebního kanálu skleněná lávka od Václava Cíglera. Při pokračování ve výstupu po ocelovém schodišti lze dojit na vrchol věže, tj. na 2. vyhlídku. Zde je věž ukončena velkou skleněnou průhlednou krychlí (hranol) od Mariana Karla, ze které je vyhlídka na Prahu. Přístup do věže a muzea je zpoplatněn a v místě není parkoviště pro automobily. Rozhledna patří Nadaci Jana a Medy Mládkových.

## Galerie

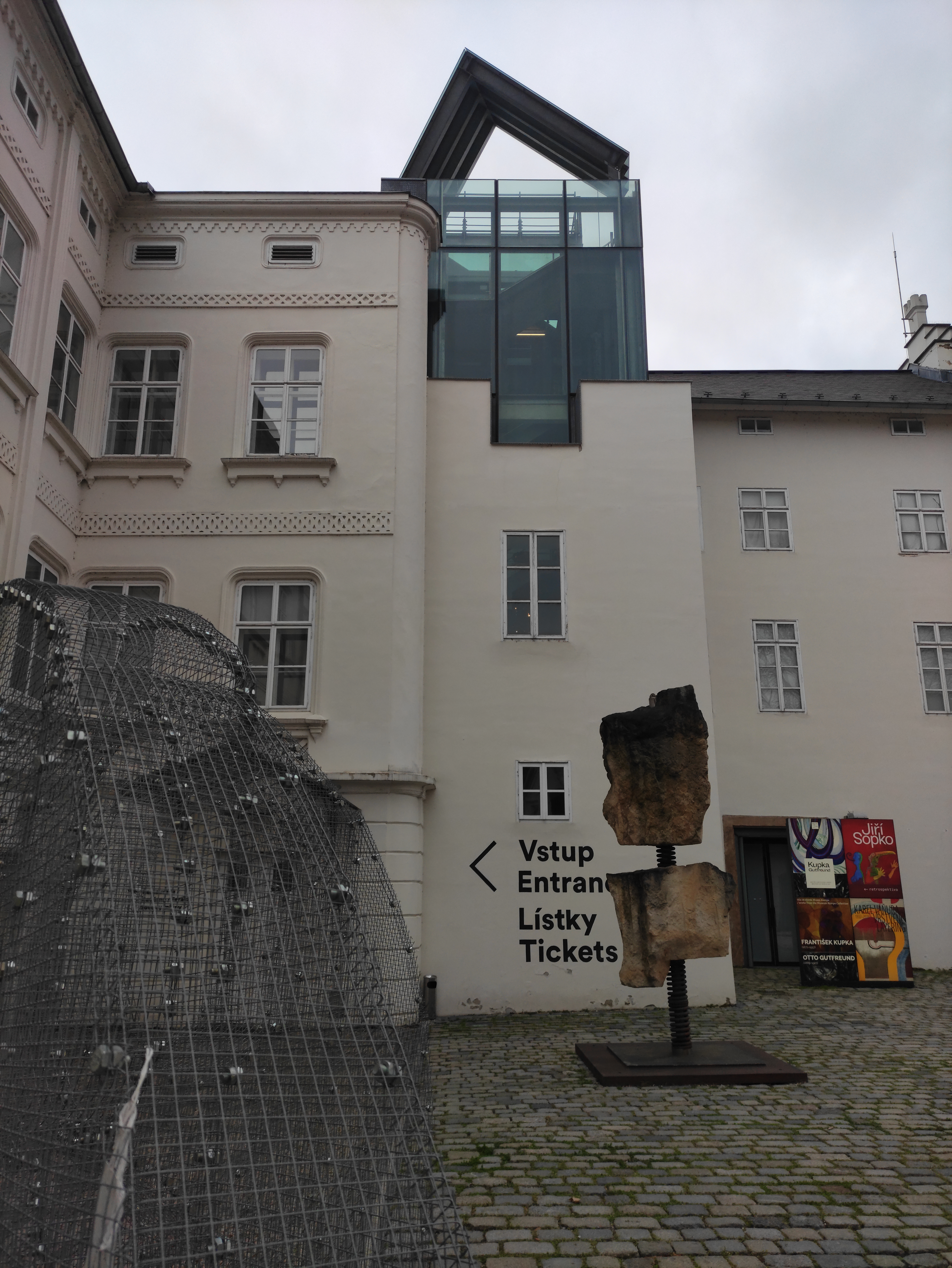
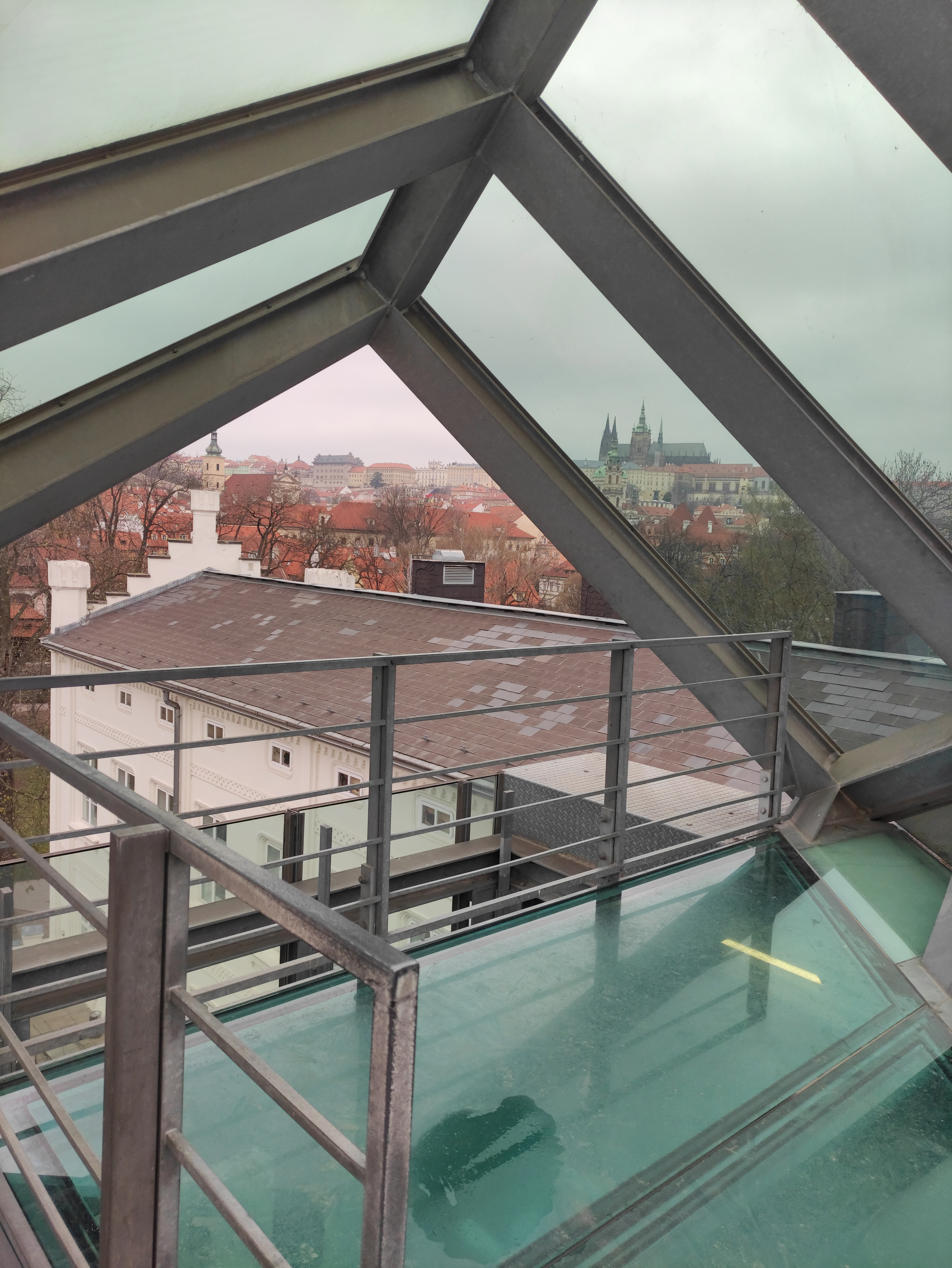
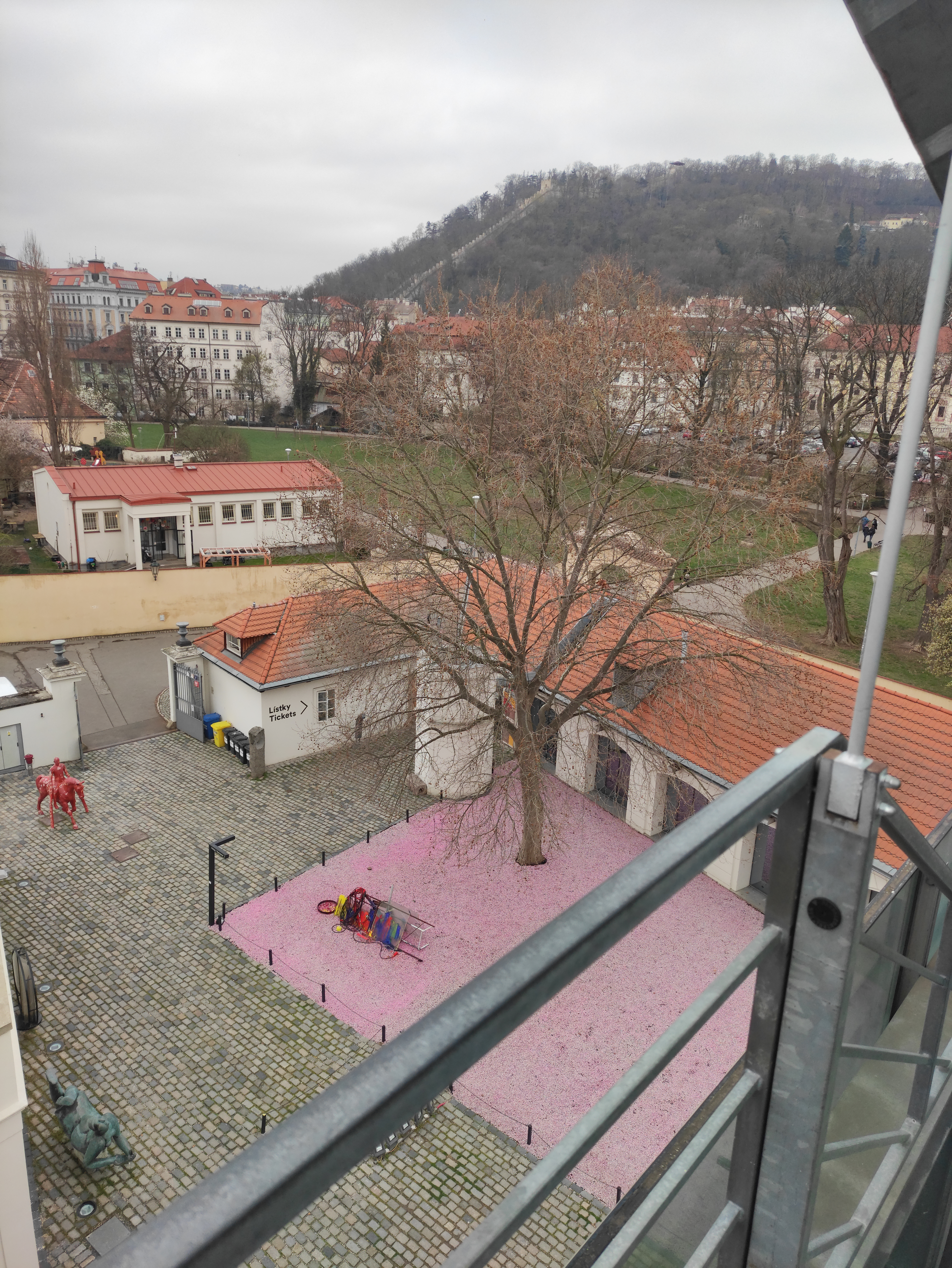